# Skleněný pokoj
Skleněný pokoj (v anglickém originále The Glass Room) je román britského autora Simona Mawera. V roce 2009 ho vydalo nakladatelství Other Press v USA a Little Brown ve Spojeném království. Kniha byla v roce 2009 zařazena do užšího seznamu na Man Bookerovu cenu. Česky knihu vydalo nakladatelství Kniha Zlín, autorem českého překladu je Lukáš Novák.

## Shrnutí obsahu
Novomanželé Landauerovi pověří německého architekta Rainera von Abt, aby postavil moderní dům v Československu. Dům Landauerových (shoduje se s brněnskou vilou Tugendhat) se stává mistrovským dílem minimalismu, se skleněnou místností uprostřed. S vypuknutím druhé světové války musí nešťastná rodina uprchnout ze země. Zatímco se Landauerovi snaží uchytit v cizině, jejich domov zažívá střídání nových majitelů, z nichž se každý stává v jistém smyslu obětí prokletí skleněné místnosti.
Ačkoli jde o smyšlený děj, v knize se vedle sebe objevují fiktivní postavy spolu s některými skutečnými historickými osobami, jako například česká hudební skladatelka Vítězslava Kaprálová.

## Přijetí
V září 2009 byl Skleněný pokoj jednou ze šesti povídek vybraných do užšího výběru na Man Bookerovu cenu. Kniha byla označena za nejlepší knihu roku 2009 v The Economist, The Daily Telegraph, Financial Times, London Evening Standard, The Observer a Slate.com. Kladně byl přijat také v The Washington Post.

Dcera někdejšího vlastníka vily Daniela Hammer-Tugendhatová říká, že ona a celá její rodina knihu odsuzují:
| „ | "Pro mě je to další krádež. Nejdřív nám nacisté vzali náš dům a teď nám Mawer vzal i náš příběh. Ten román není o naší rodině, ten je proti naší rodině. Jsem z něj vzteky bez sebe.'" | “ |

Hammerová ještě dodává, i že navzdory Mawerovu tvrzení, že kniha není o rodině Tugendhatových, nakonec stejně každý uvěří, že toto je skutečný příběh domu a rodiny: 
| „ | "Proč si vymyslel takovou mickeymouseovskou rodinu, kde se vyprávějí neuvěřitelné lži o mém otci? Umíte si představit, že by o vašich rodičích někdo napsal knihu plnou výmyslů? Aniž by kohokoli z rodiny kontaktoval? ...Není to nijak dobrá kniha. Jediný důvod, proč se tak proslavil, je, že psal o vile Tugendhat. Pro mě to jsou paraziti, kteří skočí na tenhle dům a vytřískají z něj slávu. Nevidím na tom nic pozitivního. Vy snad ano?" | “ |